# Fernand Ledoux (politicus)
Fernand Joseph Ledoux (Tamines, 11 februari 1887 - Auvelais, 25 februari 1958) was een Belgisch senator.

## Levensloop
Ledoux was journalist. Hij werd gemeenteraadslid van Auvelais in 1926 en werd schepen van 1935 tot 1938 en van 1947 tot 1952.
Hij werd in 1946 verkozen tot BSP-senator voor het arrondissement Namen en vervulde dit mandaat tot in 1949. In 1949-1950 was hij provinciaal senator en vanaf juni 1950 was hij opnieuw rechtstreeks verkozen senator en oefende dit mandaat uit tot in 1958.